# Haute-Cerdagne
 (janvier 2023).
Si vous disposez d'ouvrages ou d'articles de référence ou si vous connaissez des sites web de qualité traitant du thème abordé ici, merci de compléter l'article en donnant les références utiles à sa vérifiabilité et en les liant à la section « Notes et références ».

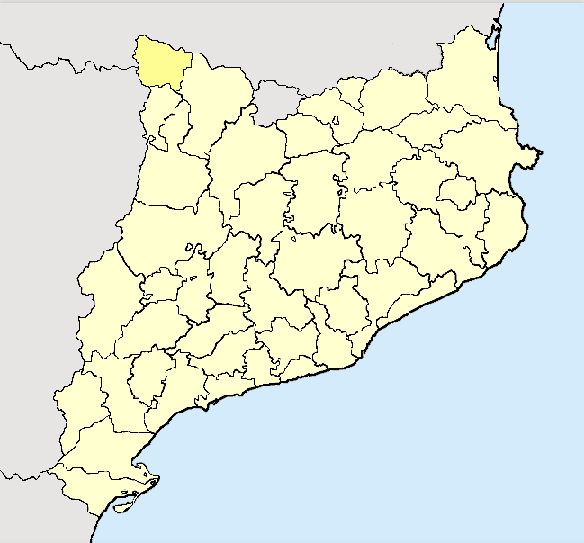
Carte de Catalogne et des comarques historiques

La Haute-Cerdagne est la partie la plus septentrionale de la Cerdagne qui se situe dans le département des Pyrénées-Orientales, rattachée à la France par le traité des Pyrénées (1659). 

## Géographie
Comarque des Pyrénées-Orientales, la Haute-Cerdagne est limitée au nord par le Capcir, à l'est par le Conflent, au sud par le Ripollès et la Basse-Cerdagne, et à l'ouest par la principauté d'Andorre. Le chef-lieu de la comarque était Mont-Louis. La Haute-Cerdagne appartient culturellement et historiquement à la Catalogne.

## Histoire
Saillagouse fut la capitale de la viguerie de Cerdagne, créée avec la division de cette dernière en 1660, jusqu'à la division départementale de 1790. Jusqu'en 2015, elle fut la capitale du canton de Saillagouse, qui s'étendait sur la totalité de la comarque. 

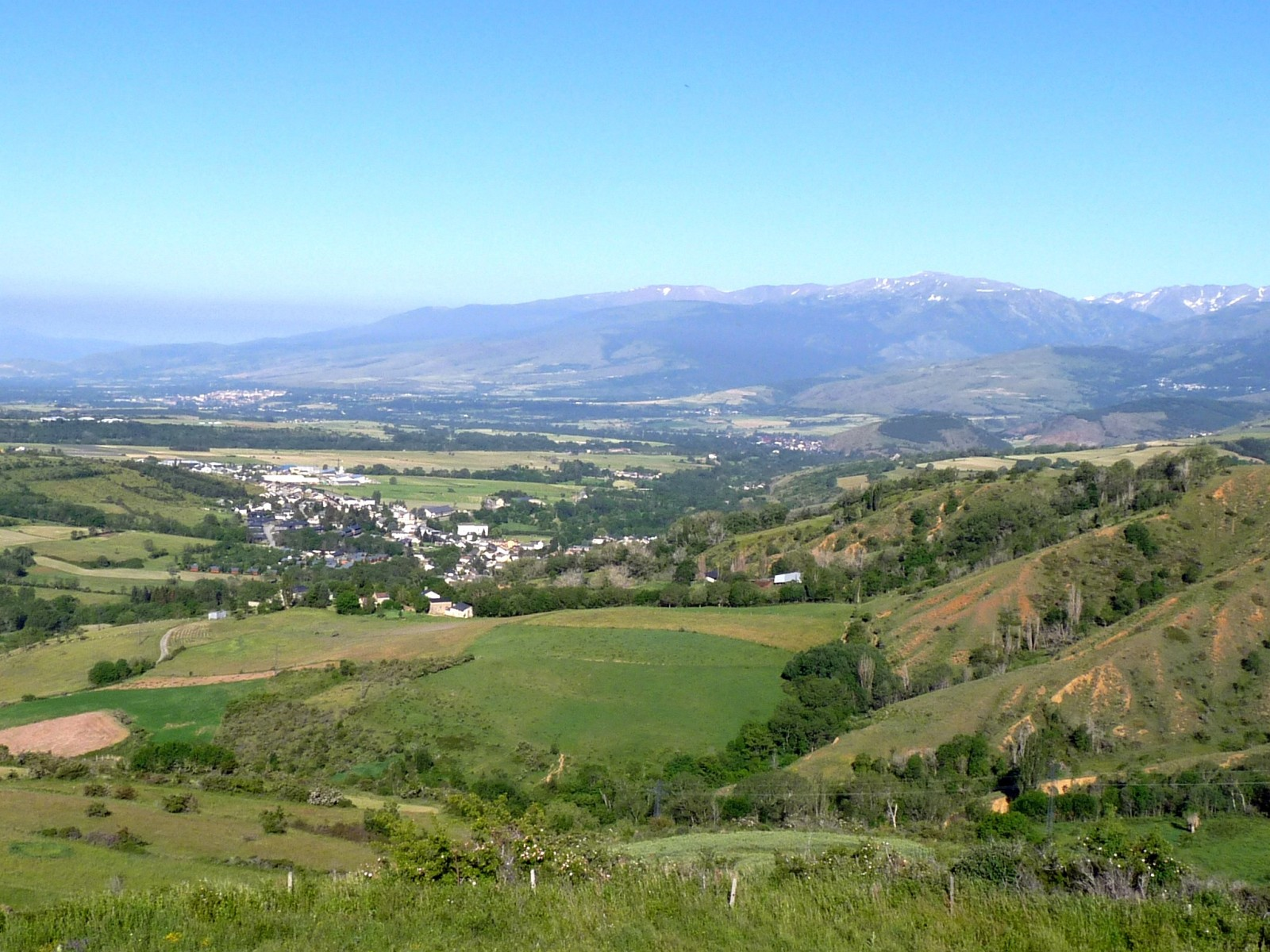
Vue de Saillagouse en Haute-Cerdagne.

Font-Romeu-Odeillo-Via en est la commune la plus grande et Puigcerdà est, historiquement et économiquement, la capitale de la Cerdagne.
Géographiquement, la ville de Llívia appartient à la Haute-Cerdagne, mais le fait qu'elle soit une enclave en raison d'un oubli sur les documents du traité des Pyrénées fait qu'elle appartient administrativement à la Basse-Cerdagne (en Espagne).
La Haute-Cerdagne présente la singularité d'être située dans le bassin du Sègre (ce fleuve naît sur le flanc nord du pic du Sègre), qui en grande partie coule en Espagne. Elle comprend, conjointement avec le Capcir, la plupart des stations de ski des Pyrénées-Orientales.

## Monuments historiques

### Églises
- Saint-André d'Angoustrine, du XIIe siècle, située à Angoustrine-Villeneuve-des-Escaldes.
- Saint-Martin d'Envalls, du XIIe siècle, située à Angoustrine-Villeneuve-des-Escaldes.
- Saint-Assiscle-et-Sainte-Victoire de Villeneuve-des-Escaldes, des XIe et XIIe siècles, située à Angoustrine-Villeneuve-des-Escaldes.
- Notre-Dame-de-Belloc, des XVIIIe et XIXe siècles, située à Dorres.
- Saint-Saturnin d'Enveitg, située à Enveitg.
- Saint-Génis d'Err, du XVIIIe siècle, située à Err.
- Saint-Julien d'Estavar, située à Estavar.
- L'ermitage Notre-Dame de Font-Romeu, des XVIIe et XVIIIe siècles, situé à Font-Romeu-Odeillo-Via.
- Sainte-Colombe de Via, du XIIe siècle, située à Font-Romeu-Odeillo-Via.
- Saint-Martin d'Odeillo, du XIIe siècle, située à Font-Romeu-Odeillo-Via.
- Saint-Martin d'Hix, située à Bourg-Madame.
- Saint-Romain de Caldégas, située à Bourg-Madame.
- Saint-Fructueux d'Iravals, des XIIe et XVIIIe siècles, située à Latour-de-Carol.
- Saint-Fructueux de Llo, du XIIe siècle, située à Llo.
- Saint-Pierre d'Osséja, des XIIe et XIVe siècles, située à Osséja.
- Notre-Dame-de-la-Merci de Planès, située à Planès.
- Sainte-Léocadie, située à Sainte-Léocadie.
- Saint-Martin d'Ur, située à Ur.

### Dolmens
- Cova del Camp de la Marunya du néolithique. situé à Enveitg.

### Monuments qui exploitent l'énergie solaire
- Four solaire d'Odeillo, de 1962, situé à Font-Romeu-Odeillo-Via.
- Immeubles des maisons solaires Trombe-Michel, de 1974, situés à Font-Romeu-Odeillo-Via.

### Monuments habités ou qui furent habités dans le passé
- Grand Hôtel de Font-Romeu, de 1913, situé à Font-Romeu-Odeillo-Via.
- Château de Carol, du XIIIe siècle  (1243), situé à Porta.
- Musée de Cerdagne (Cal Mateu), du XVIIIe siècle, situé à Sainte-Léocadie.

### Voies de communication
- Viaduc de Carol, de 1912, situé à Porta.

### Croix
- Croix en fer forgé, située à Ur.

## Galerie

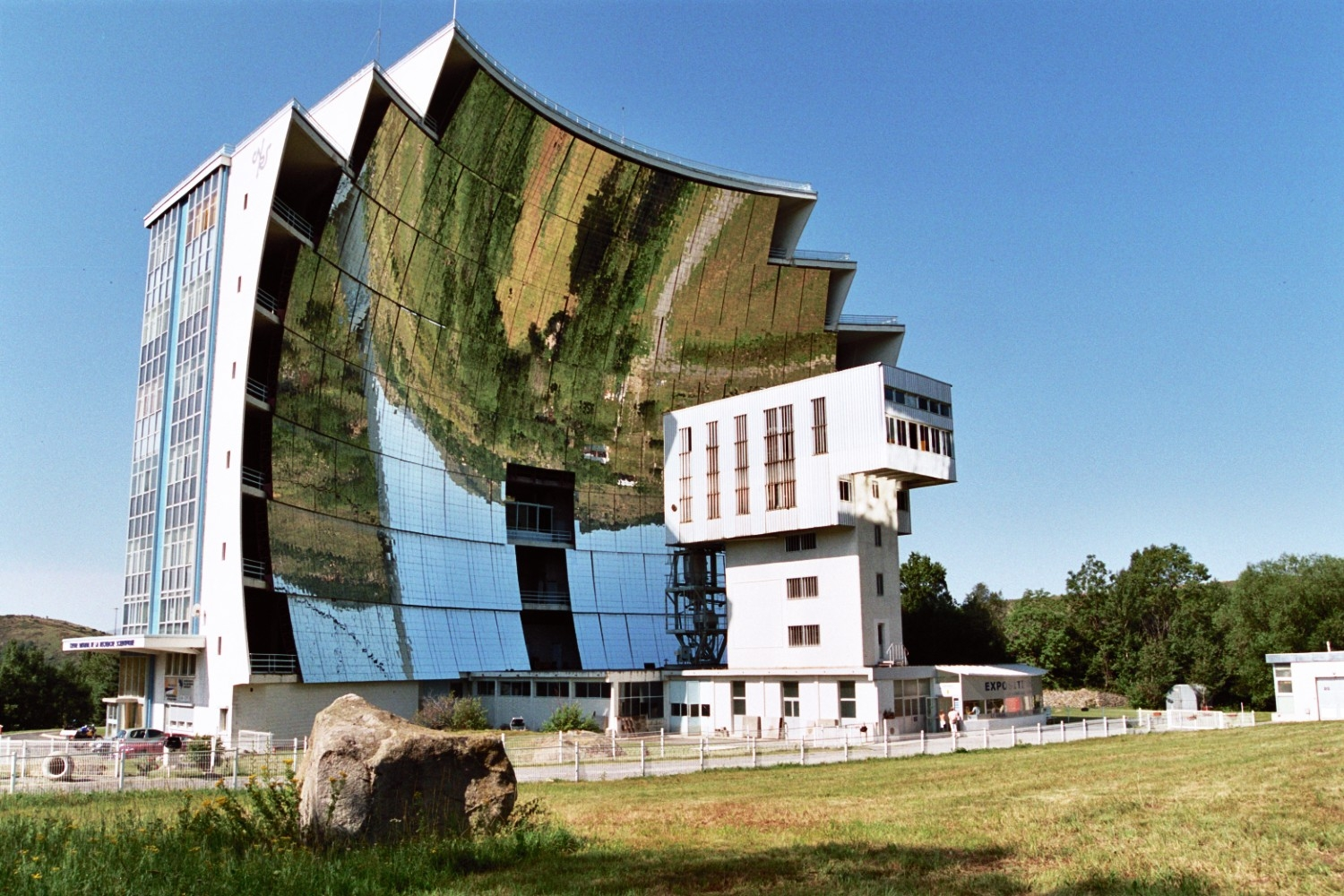
Le four solaire d'Odeillo.
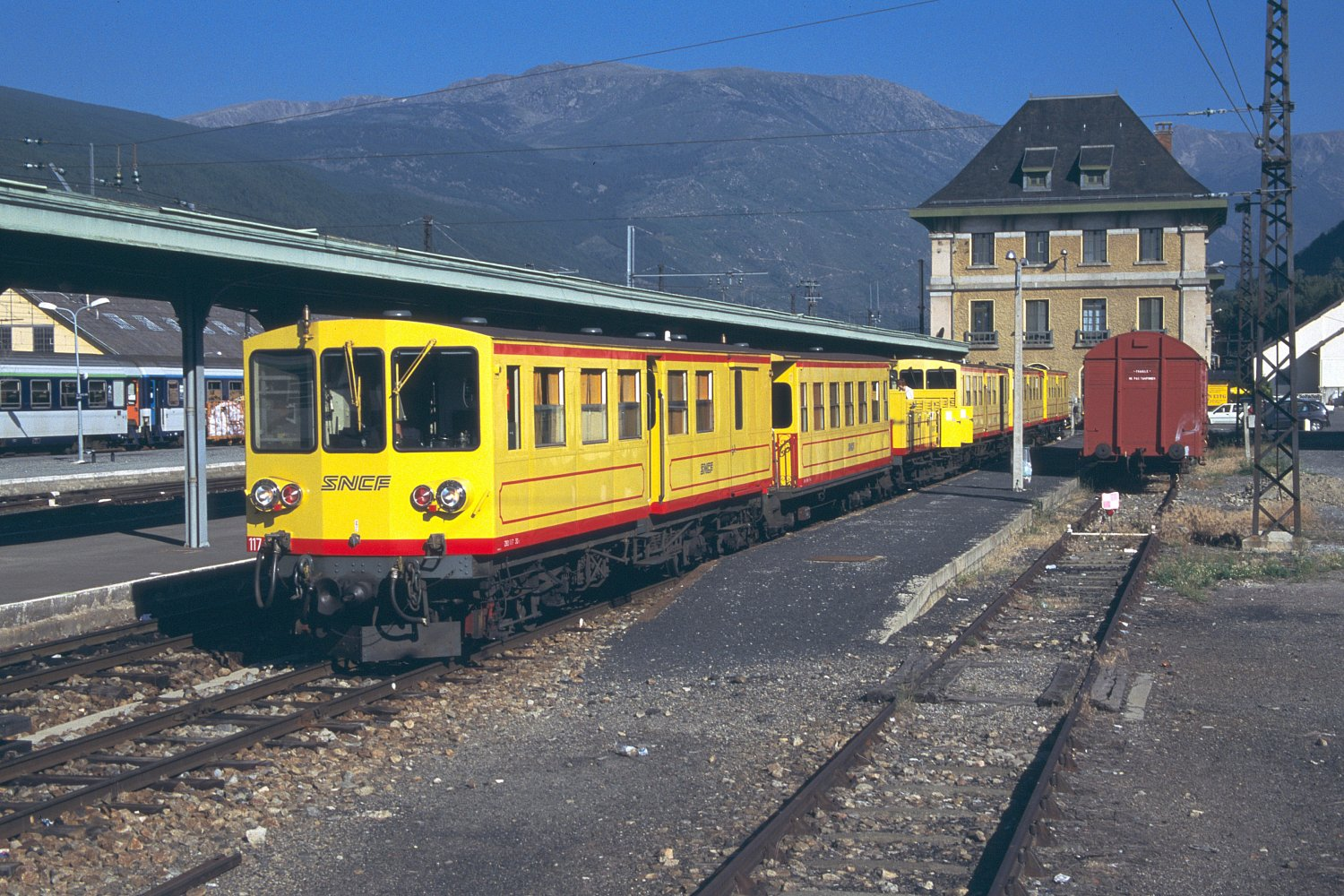
Gare internationale de Latour-de-Carol, où se rejoignent les lignes de voie internationale de la SNCF (en provenance de Toulouse), de la Renfe (en provenance de Puigcerdà et Barcelone), et celle du train jaune (sur la photo) qui communique avec de nombreux villages de la Haute-Cerdagne et du Conflent.
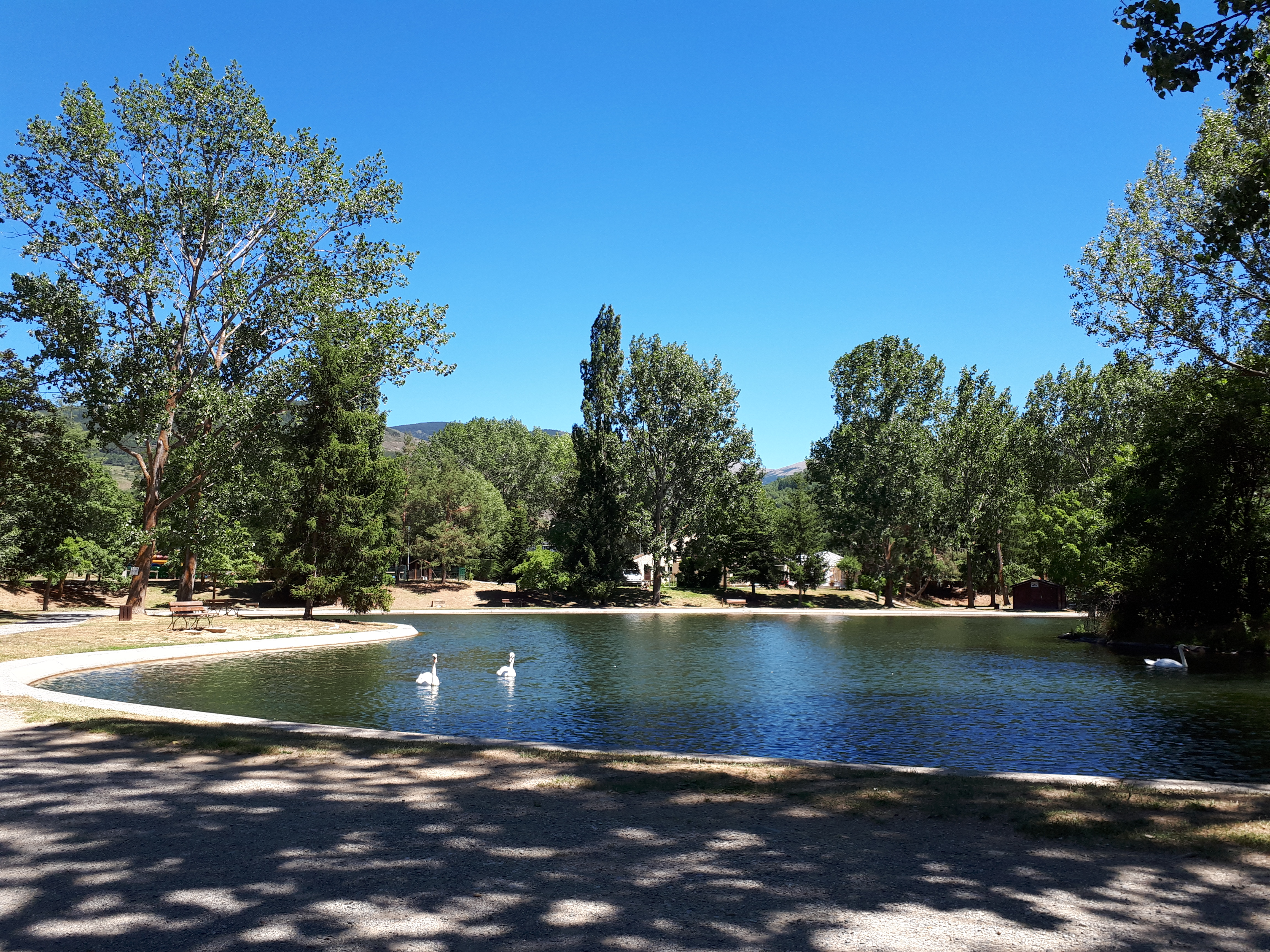
Cygnes sur le lac d'Osséja.